# Gare Júlio Prestes
La gare Júlio Prestes (Estação Júlio Prestes) est une gare ferroviaire historique de la ville de São Paulo achevée en 1938, située dans le district de Santa Cecília, dans le quartier de Campos Elísios. Son nom a été donné en l'honneur de l'ancien gouverneur de São Paulo et de l'ancien président élu du Brésil, Júlio Prestes. Actuellement, la station dessert uniquement la ligne 8 - Diamant de la CPTM.
La station abrite le siège du Secretariat de la culture de São Paulo et, depuis 1999, la salle de concert de l'Orchestre symphonique de l'État de São Paulo (Osesp), Sala São Paulo. Sur la praça Júlio Prestes, on peut voir la statue en bronze d'Alfredo Maia et la sculpture abstraite en acier d'Emanoel Araújo.

## Histoire

### Première gare dite de São Paulo
La gare, dite de São Paulo est mise en service le 10 juillet 1872 par l'Estrada de Ferro Sorocabana, qui était l'une des voies ferrées les plus importantes du Brésil. Sa fonction était de transporter des sacs de grains de café du sud-ouest et de l'ouest de São Paulo et du nord du Paraná vers la capitale. Elle était située à côté de la gare de la Luz, ce qui facilitait l'acheminement du café vers le São Paulo Railway, le seul chemin de fer qui faisait le trajet de la capitale au port de Santos. La gare reliait la ville de São Paulo à Piracicaba, Santos et Presidente Epitácio, en bordure du Mato Grosso do Sul. 
En s'enrichissant du transport du café, il a été décidé de construire une gare rénovée et plus grande. 

### Deuxième gare

#### De la création à l'abandon
La nouvelle gare est conçue par Cristiano Stockler das Neves et Samuel das Neves en 1925, cependant les travaux n'étaient que partiellement achevés en 1938, en raison de l'instabilité économique, qui affectait pratiquement tous les pays capitalistes de l'époque, causée par la Grande Dépression.nMême loin d'être complètement achevée, à la fin de la construction d'une partie du projet en 1930 (zone des quais), l'embarquement a commencé à être effectué à la gare. D'une superficie de 25 mille mètres carrés, la nouvelle gare est inspirée des gares centrales de New York Grand Central et Pennsylvania, et conçue par les architectes Cristiano Stockler das Neves et Samuel das Neves,. 

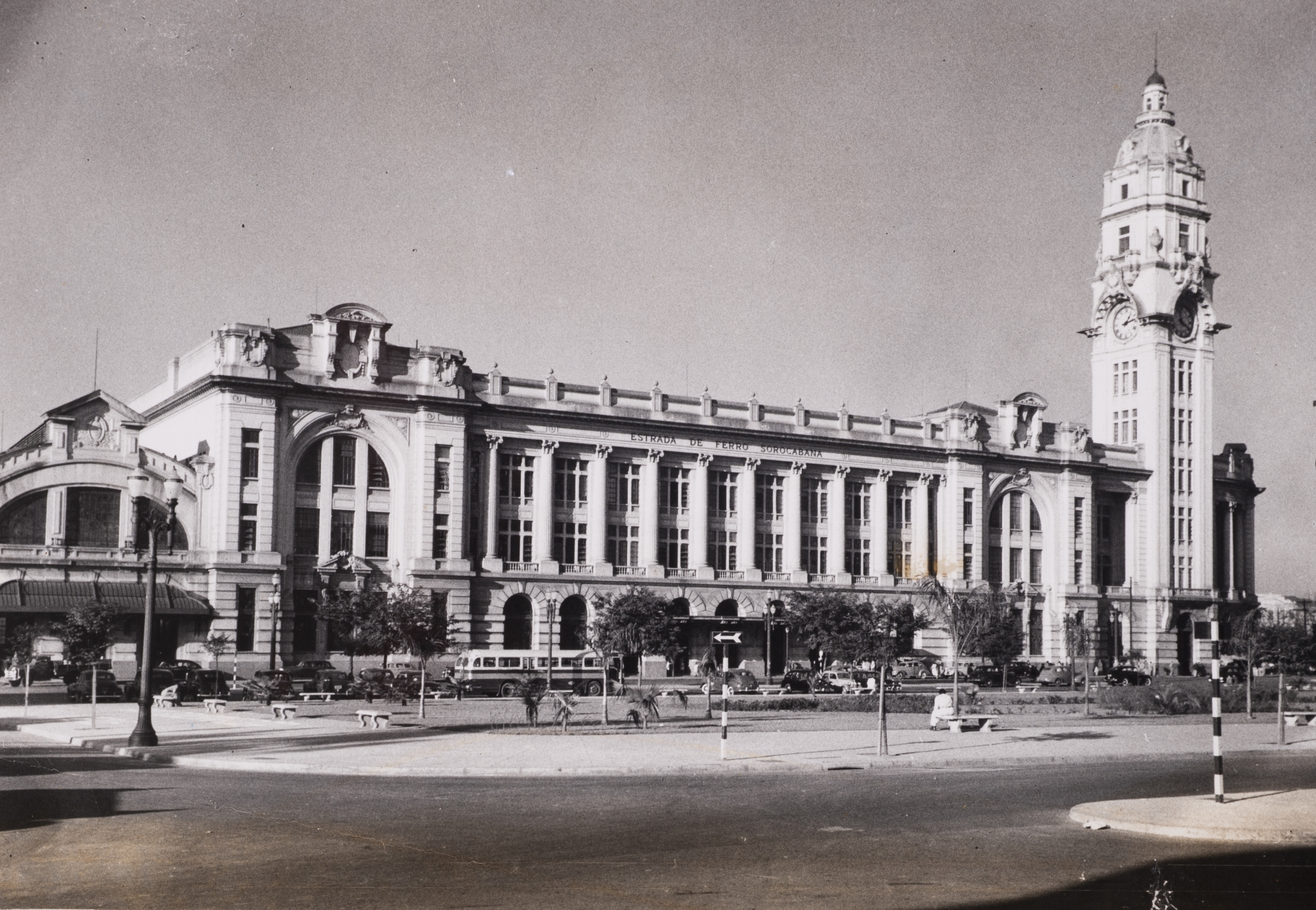
Gare Júlio Prestes (milieu du XXe siècle).

Achevé en 1938, à une époque où les bus circulaient déjà à São Paulo, Elle est confrontée a une certaine baisse de l'utilisation des tramways et des trains. Le krach de la bourse de New York en 1929 et la fin de l'hégémonie de la monoculture du café ont également fortement affecté les chemins de fer de São Paulo. De plus, en raison de la construction d'autoroutes et d'une plus grande vitesse de transport via les voitures particuliers et les autobus interurbains et interétatiques, le public a cessé de prendre les trains de la FEPASA, le nouveau nom de l'EF Sorocabana, vers et depuis la gare. Après tout, le voyage était long avec de fréquents retards dus à des problèmes mécaniques. Ainsi, les jours de gloire de la saison ont été de courte durée. En 1951, elle est renommée en l'honneur de l'ancien président de l'État de São Paulo Júlio Prestes. La gare est à l'abandon peu de temps après. 
Dans les années 1990, le gouverneur Mário Covas, sur une demande du chef d'orchestre de l'Orchestre symphonique de l'État de São Paulo, John Neschling, a décidé de restaurer le bâtiment afin que l'endroit où se trouvait autrefois le jardin soit transformé en salle de concert. Elle est alors également utilisée pour les transports publics. À l'origine le point de départ des lignes sud et ouest de Fepasa, elle dessert actuellement les trains ligne 8 de la CPTM, dont la destination finale est la gare d'Itapevi. La gare abrite également le siège du Secrétariat de la culture de l'État de São Paulo.
La gare Júlio Prestes était le tronc et la gare centrale de l'ancien chemin de fer Sorocabana. La ligne a été complètement désactivée en 1994, avec la liquidation du réseau ferroviaire fédéral. Aujourd'hui, seule la section métropolitaine, exploitée par le CPTM, est active.
A la demande de la CPTM, Condephaat a approuvé un projet de raccordement interne entre les gares de Luz et Julio Prestes, avec la construction d'environ deux cents mètres de tunnel ou de passerelle, afin de soulager la demande de la gare de Luz, qui dispose de deux lignes qui relient au métro, tandis que Julio Prestes sert uniquement de station finale sur la ligne 8 - Diamant.

## Service des voyageurs

### Accueil
Elle dispose : Bilhete Único de la SPTrans et Carte BOM de l'EMTU.

### Desserte
La station propose aujourd'hui des trajets de courte distance, opérés par CPTM.
| Ligne    | Terminus                | Gares | Principales destinations                                          | Durée du voyage (min) | Intervalle entre les trains (min) | Opération                                                                    |
| -------- | ----------------------- | ----- | ----------------------------------------------------------------- | --------------------- | --------------------------------- | ---------------------------------------------------------------------------- |
| 8diamant | Julio Prestes ↔ Itapevi | 25    | Barra Funda, Lapa, Osasco, Carapicuíba, Barueri, Jandira, Itapevi | 80                    | 7-30                              | Tous les jours, de 4 à 0 heures. Le samedi, jusqu'à 1h du matin le dimanche. |

## Patrimoine ferroviaire
Le projet de 1927 a été récompensé au IIIe Congrès panaméricain des architectes et présente des caractéristiques telles que la structure en béton, la maçonnerie en brique, les colonnes et les plafonds ouvragés marquent le style de construction Louis XVI. De plus, les hauts plafonds conféraient à la gare une impression de luxe et d'espace, avec des sculptures dans la tour de l'horloge et des arcs dans les fenêtres. Le quai de la gare a été construit avec une structure métallique du hangar Zeppelin. À l'intérieur de la gare, il y a un jardin à la française classique de 960 mètres carrés, bien que dans la conception originale, l'espace aurait dû être occupé par une salle entourée de colonnes de style corinthien et recouverte de vitraux - le manque de fonds a rendu l'imposante salle non viable.
À l'abandon à partir des années 1950, elle est rénovée dans les années 1990, le gouverneur Mário Covas, sur une demande du chef d'orchestre de l'Orchestre symphonique de l'État de São Paulo, John Neschling, a décidé de restaurer la gare afin que l'endroit où se trouvait autrefois le jardin soit transformé en salle de concert, la Sala São Paulo. La complexité technique de la transformation de la station en salle de concert a nécessité la collaboration d'une grande équipe. Il était nécessaire d'analyser les critères de transformation et de valorisation du bâtiment, de préserver le patrimoine historique existant et de discuter des questions architecturales, matérielles, structurelles et techniques nécessaires à la consolidation d'une salle de concert actuelle selon les exigences d'isolation acoustique et environnementale.
La gare Júlio Prestes est considérée comme l'un des principaux sites touristiques de la ville de São Paulo, à la fois pour sa structure architecturale et pour les sites historiques à proximité. Parmi eux se trouvent la Pinacothèque, où se trouve la bibliothèque Walter Way, le Mémorial de la résistance (qui contient des archives de l'époque du régime militaire) et le musée de la langue portugaise, qui a subi un incendie en décembre 2015. C'est aussi la gare la plus fréquentée. près de la rua José Paulino, connue pour être la rue commerçante pour femmes la plus célèbre du pays, avec plus de 350 magasins. En dehors de la gare, se trouve la praça Júlio Prestes, où vous pouvez voir la statue en bronze d'Alfredo Maia, du sculpteur Amadeu Zani. En outre, il abrite le siège du Département de la culture de São Paulo et, depuis 1999, la Sala São Paulo, qui est la salle de concert de l'Orchestre symphonique de l'État de São Paulo (Osesp).

### Galerie de photographies

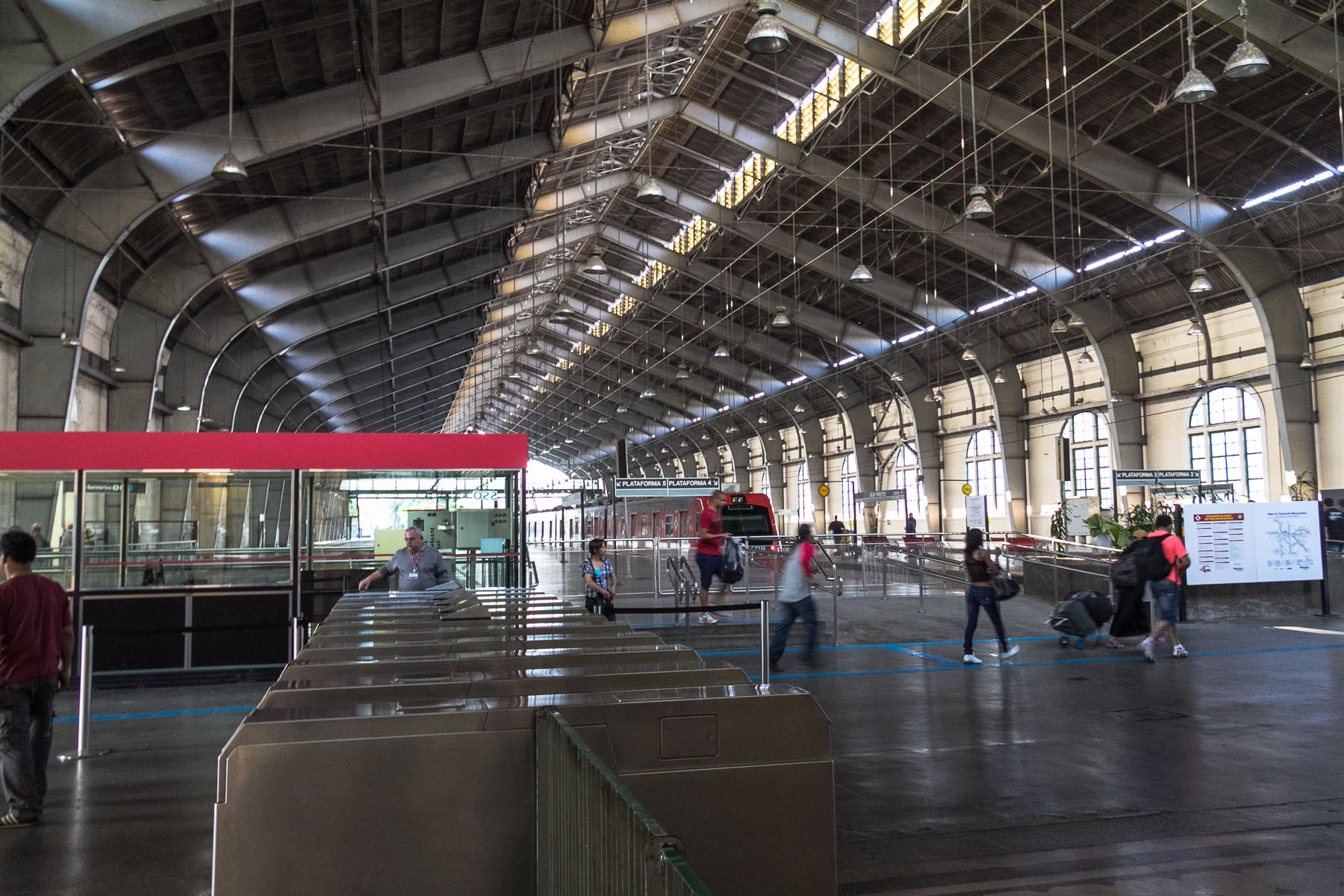
Quais de la gare Júlio Prestes, en 2013
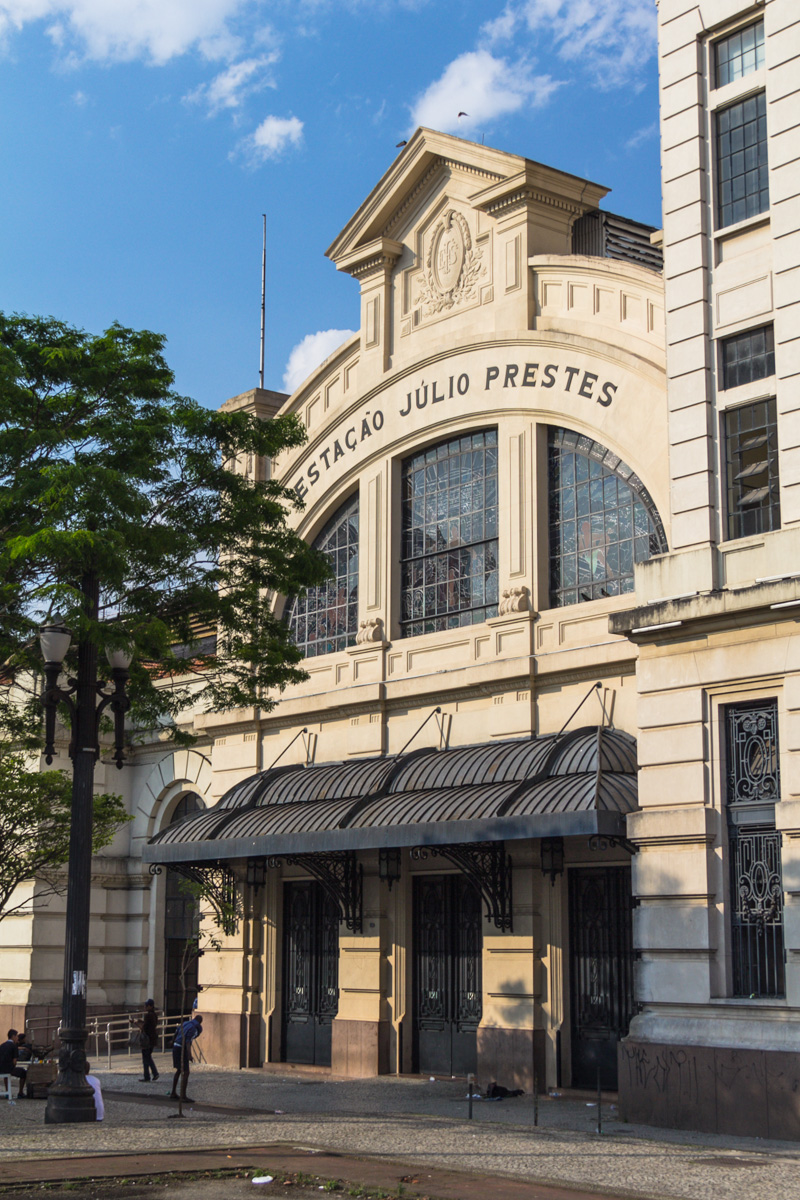
Gare Júlio Prestes, en 2013
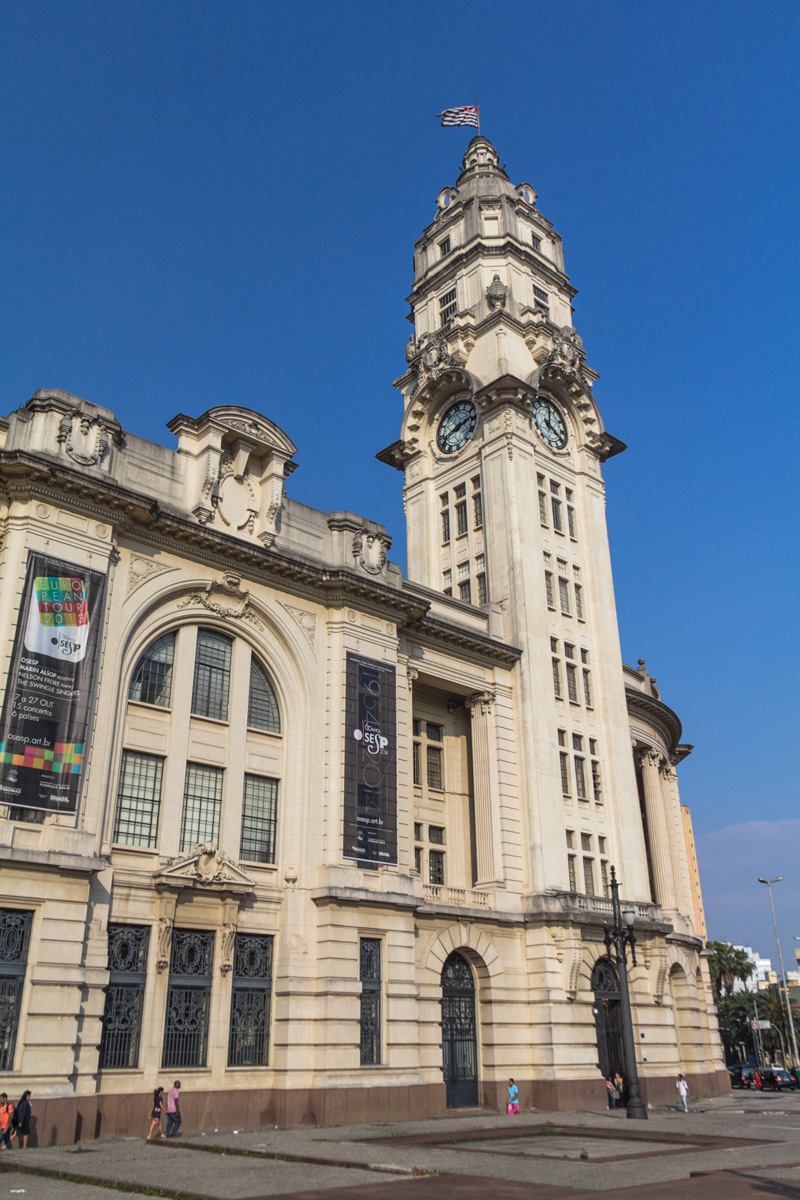
Entrée de la salle culturelle de la gare Júlio Prestes, en 2013
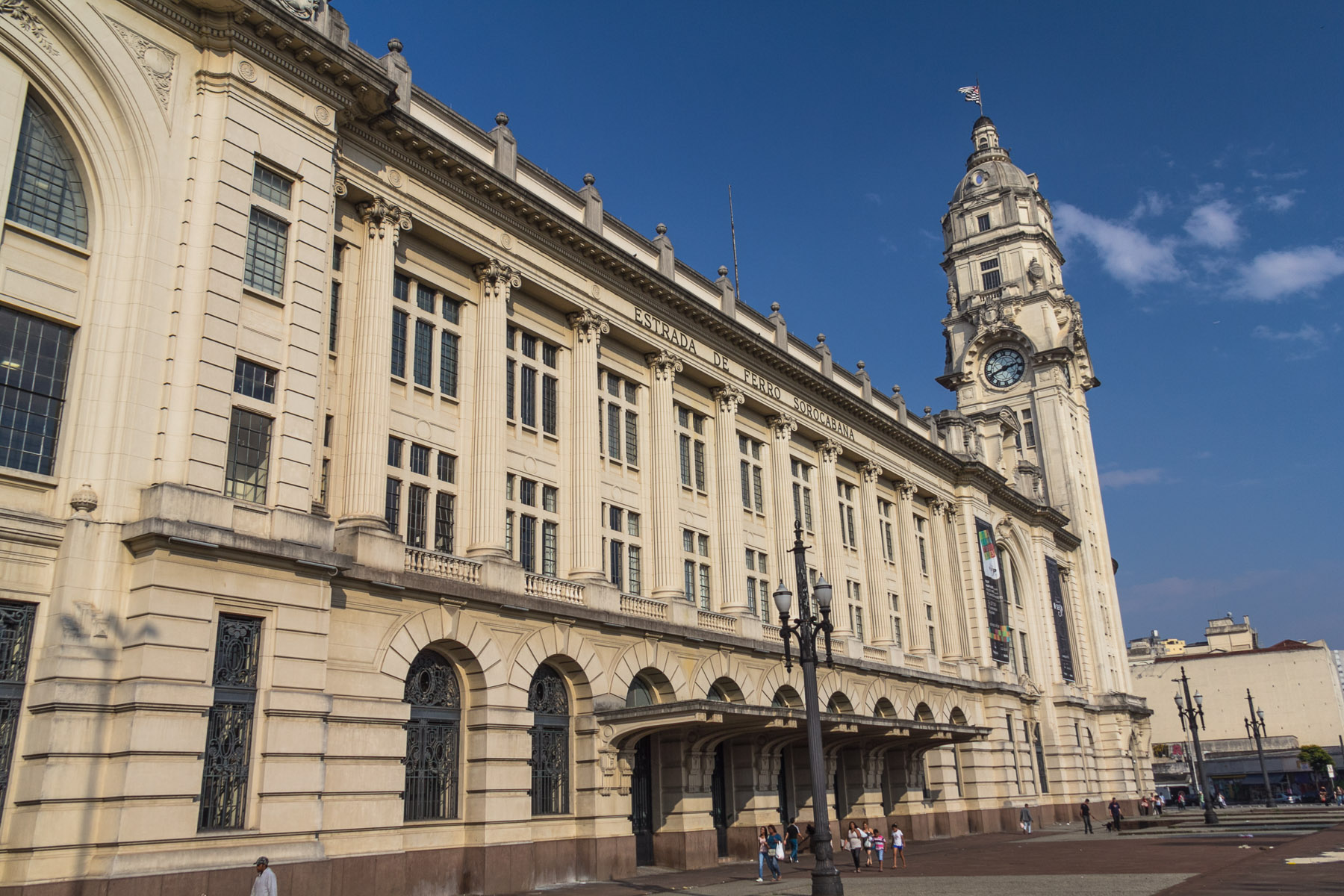
Vue latérale de la gare Júlio Prestes, en 2013
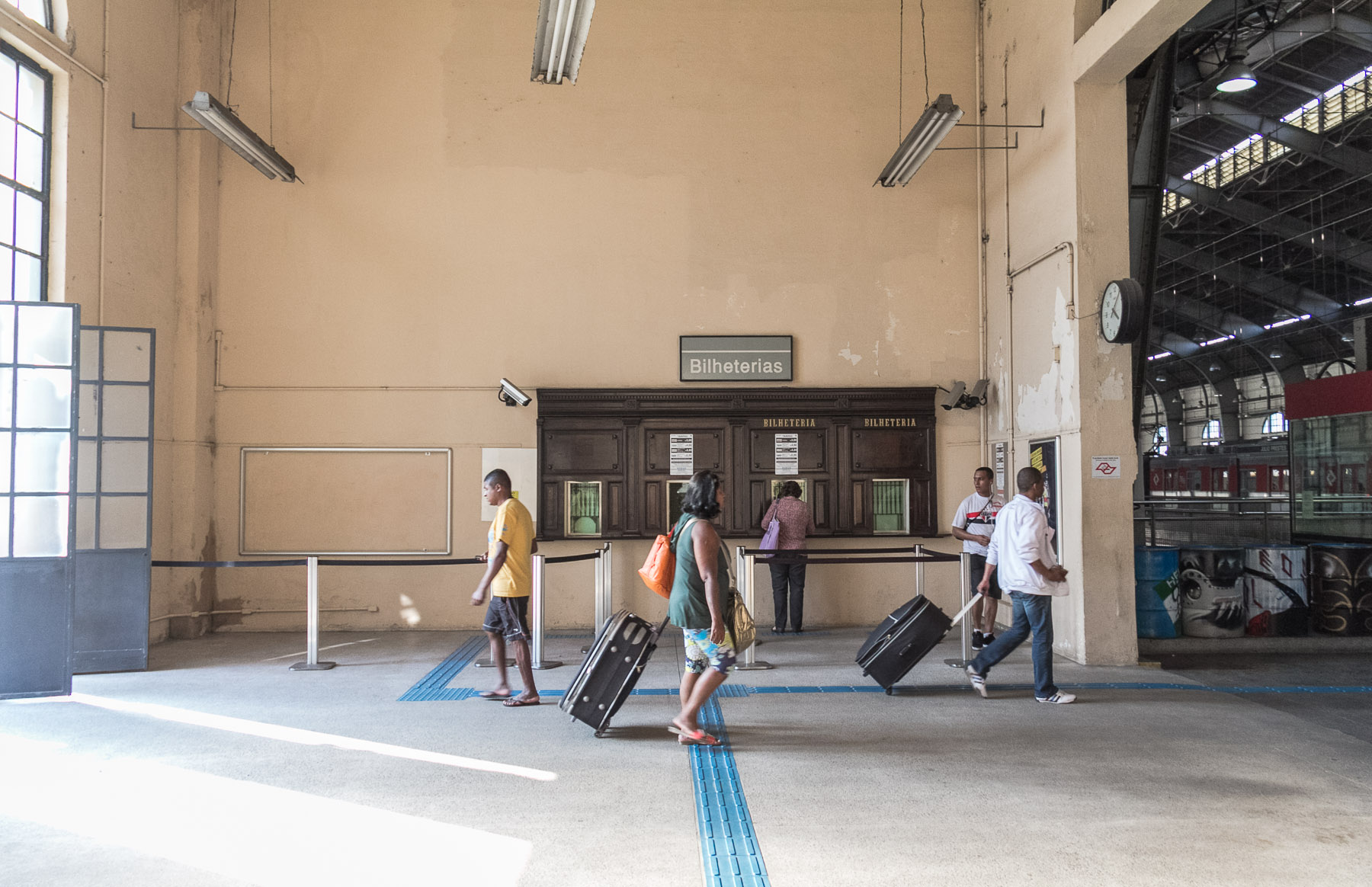
Billetterie de la gare Júlio Prestes, en 2013
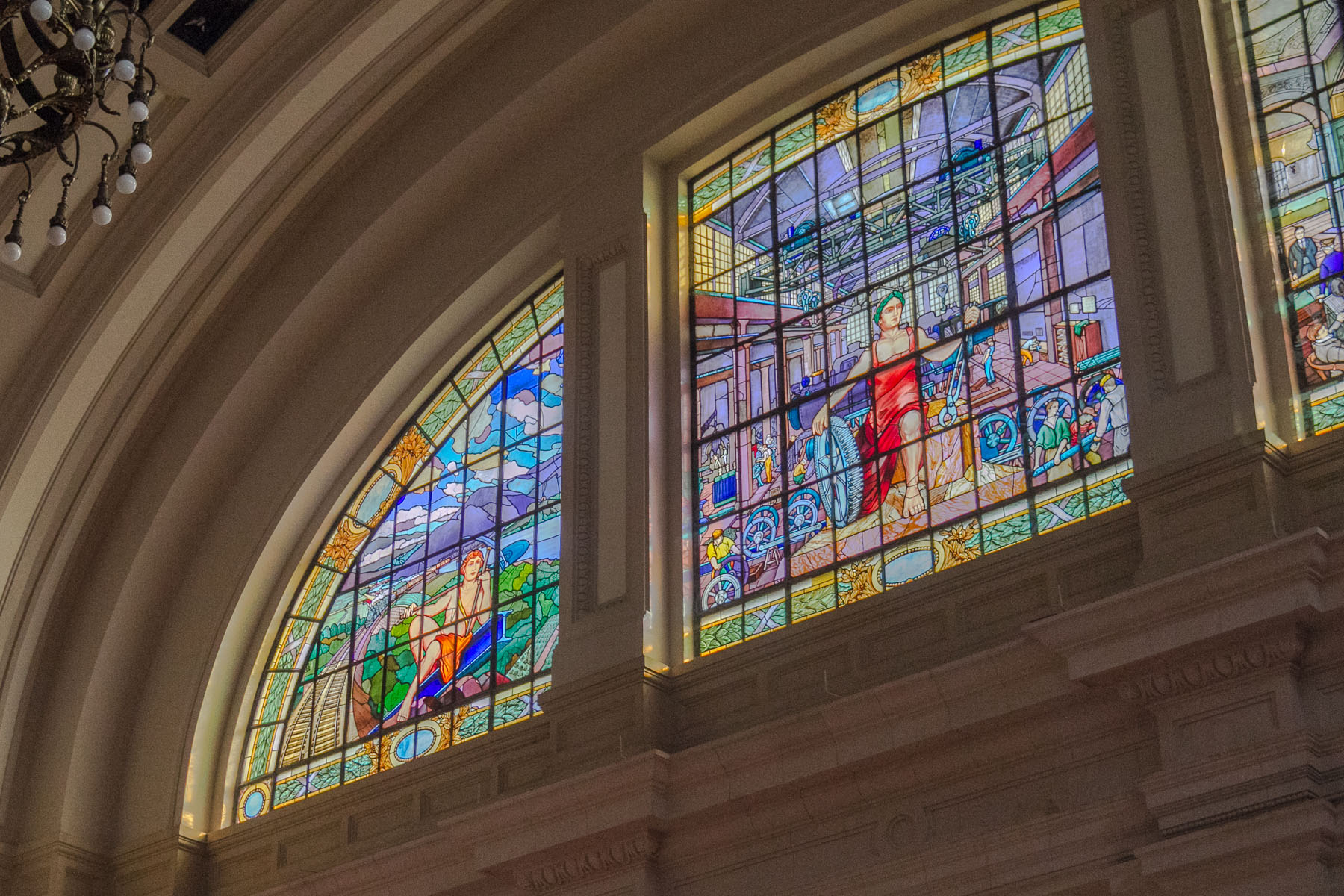
Gare Júlio Prestes, en 2013